# Elionor de Mèdici (1591-1617)
Elionor de Mèdici, també coneguda amb el nom d'Elionor de Ferran I de Mèdici, (Florència, Gran Ducat de Toscana 1591 - íd. 1617) fou una princesa de Toscana.

## Orígens familiars
Va néixer el 10 de novembre de 1591 a la ciutat de Florència sent la segona filla del Gran Duc Ferran I de Mèdici i Cristina de Lorena. Fou neta per línia paterna de Cosme I de Mèdici i Elionor de Toledo, i per línia materna de Carles III de Lorena i Clàudia de Valois.
Fou germana, entre d'altres, de Cosme II de Mèdici; Caterina de Mèdici, casada amb Ferran I de Màntua; i Clàudia de Mèdici, casada successivament amb Frederic Ubald della Rovere i Leopold V d'Àustria.

## Vida
Per tal d'establir una gran aliança amb la Monarquia Catòlica espanyola fou proposada l'any 1611 en matrimoni a Felip III de Castella després de la mort de la seva primera esposa, Margarida d'Àustria, si bé el rei castellà refusà tornar-se a casar.
Morí el 22 de novembre de 1617 a Florència a causa de la verola.